# Западноевропейская живопись в музеях Украины
В художественных музеях Украины хранятся значительные собрания западноевропейской живописи. В них можно насчитать десятки первоклассных полотен. Наряду с произведениями всемирно прославленных художников — Тициана, Гварди, Риберы, Веласкеса, Рубенса — в украинских музеях можно увидеть уникальные работы мастеров, чьи картины в мире исчисляются единицами: Маэстро дель Оссерванца, Якопо дель Селлайо, Якоба Фердинанда Фута, Жоржа де Латура и др.

## Период до 1917 года
Музейные собрания западноевропейской живописи сложились различными путями. Как правило, в их основе — отдельные частные коллекции. Состав большей части таких собраний не был постоянным. Нередко владельцы дарили или продавали картины из своих коллекций. В ряде случаев (особенно после революции 1905 года) целые собрания продавались за рубеж.
Ряд украинских деятелей культуры выступал против вывоза художественных ценностей, ратовал за их сохранение и создание общедоступных музеев и картинных галерей. Уже в середине XIX века на Украине существовали частные музеи и «кабинеты изящных искусств» при Харьковском, Киевском и Одесском университетах. В результате усилий общественности в 1886 году в Харькове был открыт первый на Украине общедоступный городской музей, а в 1907 году во Львове — городская картинная галерея, причём в обоих новооткрытых музеях были значительные отделы западноевропейской живописи. Отдельные представители интеллигенции на собственные средства собирали художественные коллекции с целью передачи их родному городу. Так, в основу собрания западноевропейской живописи в Харьковском музее легли коллекции воспитанников местного университета И. Е. Бецкого и А. Н. Алфёрова. В Киеве произведения западноевропейских мастеров с 70-х годов позапрошлого века приобретали Б. И. и В. Н. Ханенко. Накануне Октябрьской революции их собрание уже было каталогизировано, а намерение владельцев передать его городу — зафиксировано в завещании.

## После Октябрьской революции — до Великой Отечественной войны
После Октябрьской революции произведения западноевропейской живописи, находившиеся на территории Украины, как и другие художественные ценности, были национализированы и переданы как уже существующим, так и вновь образованным музеям и картинным галереям.
Вместе с тем новая власть продолжала продавать произведения искусства за рубеж. Кроме того, экспонатами из украинских коллекций пополнялись российские музеи, взамен же украинские музеи получали произведения, представлявшие куда меньшую ценность. Так, например, вопреки воле Варвары Ханенко большевики разделили коллекцию Киевского музея: часть экспонатов через «Госторг» за бесценок была продана в США и Великобританию, чтобы на вырученные деньги закупить военное оборудование и технику. А имя Ханенко — опять-таки вопреки воле супруги мецената — после её смерти исчезло из названия музея, который на долгое время стал именоваться Киевским музеем западного и восточного искусства.
В 1925—1926 годах музею была передана коллекция картин В. А. Щавинского, пополнившая и обогатившая его собрание картинами фламандских и голландских мастеров XVII века.
В 1919 году возник Житомирский краеведческий музей, а в нём картинная галерея, созданная на основе коллекции Шодуаров, содержавшей ряд первоклассных полотен западноевропейских мастеров.
В 1920 году на базе произведений, поступивших из музейного фонда Одесского комитета охраны памятников искусства и древности, а также из центральных музеев, был создан и открыт Одесский художественный музей (ныне — Одесский музей западного и восточного искусства).
В ноябре 1920 года, после утверждения в Крыму Советской власти, начала работать областная секция охраны памятников искусства и древности, выполняя приказ Крымревкома об отборе и учёте художественных ценностей из дворцов и особняков Южного побережья. В декабре того же года на базе изъятых ценностей основан Ялтинский народно-художественный музей, где преобладали произведения запалноевропейских мастеров. Осенью 1927 года коллекции Ялтинского музея были переданы новообразованному Севастопольскому художественному музею; в том же году свою коллекцию западноевропейской живописи (содержавшую много ценных работ фламандцев и голландцев) передал в Севастополь и Симпферопольский художественный музей.
После присоединения к Украине западноукраинских земель в 1939 году в Львовскую картинную галерею влились национализированные частные коллекции, в составе которых было немало первоклассных работ западноевропейских живописцев.

## ПериодВеликой Отечественной войны
Начиная с 29 июня 1941 года основная часть произведений, хранившихся в Киевском музее западного и восточного искусства, была вывезена в Пензу и Саратов. Однако по ряду причин не удалось вывезти всё собрание. С приходом немцев начались изъятия произведений из музейной коллекции. На некоторое время этот процесс удалось затормозить тогдашнему куратору музея Дитриху Роскампу, возражавшему против хищений из музея и отправки коллекции в Германию. Тем не менее полностью изъятия экспонатов немцами не прекратились, а начиная с 1943 года в связи с наступлением Красной Армии оккупанты развернули деятельность по перевозке музейного собрания в Германию — сперва планомерно, с составлением описи экспонатов и тщательной упаковкой, а впоследствии — бессистемно, поспешно и хаотично. В целом нацисты вывезли из музея 474 картины, 10 скульптур и около 25 тысяч гравюр. Несколько ценных работ удалось спрятать, в том числе «Архангела» Перуджино и «Мадонну со святым» Пальмеццано.
Из Львовской картинной галереи за время немецкой оккупации было вывезено 225 произведений искусства, среди них — уникальная коллекция рисунков А. Дюрера. В Харьковском художественном музее в годы Второй мировой войны удалось сохранить только пять тысяч экспонатов, остальное было разграблено или уничтожено.
Собрание Полтавского художественного музея накануне войны насчитывало около 30 тыс. экспонатов. Во время оккупации экспозиционная часть осталась не вывезенной и почти полностью утрачена. Среди потерь — бесценная коллекция западноевропейской живописи, в которую входили уникальные произведения Д. Тьеполо, П. Рубенса, М. Хондекутера, А. ван Остаде, Э. Виже-Лебрён и др.
Основная часть художественных ценностей Севастопольской картинной галереи в период Великой Отечественной войны была вывезена и сохранена директором картинной галереи М. П. Крошицким. После войны произведения искусства Севастопольской галереи временно экспонировались в Симферополе: Севастополь был полностью разрушен, здание музея сгорело.
В Донецком (тогда — Сталинском) художественном музее после Великой Отечественной из всего довоенного богатства сохранилось лишь одиннадцать произведений.

## Послевоенный период
Крупнейшие собрания — киевское и одесское — существуют самостоятельно как музеи западного и восточного искусства. Львовская западноевропейская коллекция, не уступая им числом и уровнем картин, существует как отделение картинной галереи. Отделы западноевропейского искусства, насчитывающие множество ценнейших произведений, есть в художественных музеях Харькова, Севастополя, в Житомирском краеведческом музее. Наконец, отдельными ценными полотнами зарубежных мастеров владеют музеи Полтавы, Сум, Луцка, Ужгорода.

## Произведения известных западноевропейских художников на Украине
Днепропетровский художественный музей
- Батони, Помпео Джироламо (1708—1787). Время, губящее Красоту

Житомирский краеведческий музей
- Карраччи, Агостино (1557—1602). Портрет брата — Аннибале Карраччи
- Лиотар, Жан Этьен. Женский портрет
- Лука Джордано (1632—1705).	Разговор Христа с самаритянкой (1684)
- Пьомбо, Себастьяно дель. Портрет Микеланджело
- Робер, Юбер (1733—1808). Галерея Лаокоона в Лувре
- Стомер, Маттиас (1600—1672). Благовещение

Закарпатский областной художественный музей им. И. Бокшая
- Хогстратен, Самюэл ван (1627—1678). Портрет мужчины в берете

Киевский музей западного и восточного искусства им. Б. и В. Ханенко
- Барнаба да Модена. Сцены из жизни Христа (пределла)
- Беллини, Джентиле (1429—1507). Портрет патриция
- Беллини, Джованни (1430—1516). Мадонна с младенцем
- Буше, Франсуа (1703—1770). Амуры (1763)
- Веласкес, Диего (1599—1660). Портрет инфанты Маргариты (ок. 1658)
- Веникс, Ян (1640—1719). Натюрморт с битым зайцем (1704)
- Виже-Лебрён, Элизабет (1755—1842). Портрет Станислава Августа Понятовского (1797)
- Давид, Жак-Луи (1748—1825). Портрет Лазаря Гоша (1793(?))
- Лука Джордано (1632—1705). Смерть Орфея
- Маньяско, Алессандро (1667—1749). Похороны монаха
- Маэстро дель Оссерванца. Распятие
- Орлей, Барент ван (ок. 1488—1541). Казнь св. Екатерины (ок. 1516)
- Перуджино, Пьетро.	Мадонна с младенцем
- Рёйсдал, Якоб ван (1628(?)—1682). Лесная речка
- Рубенс, Питер Пауль (1577—1640). Бог реки Шельды, Кибела и богиня Антверпена (эскиз)
- Сурбаран, Хуан де (1620—1649). Натюрморт с мельницей для шоколада (1640)
- Тьеполо, Джованни Баттиста (1696—1770). Призвание Цинцинната к власти диктатора (эскиз-вариант картины из Эрмитажа)
- Халс, Франс (ок. 1580—1666). Портрет Декарта

Луцкий краеведческий музей
- Рибера, Хосе. Святой Иероним (1644)

Львовская картинная галерея
- Ангиссола, Софонисба. Портрет молодой патрицианки (1588)
- Виже-Лебрён, Элизабет (1755—1842). Портрет Изабеллы Любомирской (1793)
- Гварди, Франческо. Сан Джордже Маджоре
- Гварди, Франческо. Лоджия в Венеции
- Гойя, Франсиско. Махи на балконе
- Грёз, Жан-Батист. Лежащая девушка
- Давид, Жак-Луи (1748—1825). Портрет Эмилии Серизиа, сестры жены художника
- Кауфман, Ангелика. Портрет Генрика Любомирского в образе Купидона
- Латур, Жорж де. Платёж (У ростовщика) (1640-е)
- Лиотар, Жан Этьен. Портрет Марии-Терезы
- Лука Джордано (1632—1705). Голова старика
- Маньяско, Алессандро. Пейзаж
- Матейко, Ян. Карл Густав и Шимон Старовольский около гроба Локетка (1858)
- Матейко, Ян. Портрет детей (1879)
- Менгс, Антон Рафаэль (1728—1779). Портрет гравера Б. Бартолоцци
- Менгс, Антон Рафаэль (1728—1779). Портрет Христофа Фридриха Саксонского
- Рени, Гвидо. Мадонна
- Рибера, Хосе. Святой Иероним
- Робер, Юбер (1733—1808). Интерьер храма
- Рубенс, Питер Пауль (1577—1640). Мужской портрет
- Строцци, Бернардо. Святой Пётр исцеляет паралитика (сер. 1630-х)
- Тициан Вечеллио. Мужской портрет

Одесский музей западного и восточного искусства
- Батони, Помпео Джироламо (1708—1787). Венера с амуром
- Берхем, Клас Питерс (1620—1683). Пейзаж со стадом
- Гойен, Ян ван (1596—1656). Зимний пейзаж
- Добиньи, Шарль Франсуа (1817—1878). Пейзаж (этюд)
- Караваджо, Микеланджело да. Взятие Христа под стражу (картина похищена)
- Лука Лейденский (Лукас ван Лейден) (?) (1489—1533). Давид и Авигея
- Маньяско, Алессандро (1667—1749). Бреющиеся монахи
- Маньяско, Алессандро (1667—1749). Пейзаж с фигурами
- Маньяско, Алессандро (1667—1749). Кордегардия
- Маньяско, Алессандро (1667—1749). Святой Иероним
- Маньяско, Алессандро (1667—1749). Мария Магдалина
- Робер, Юбер (1733—1808). Квадратный дом в Ниме (1783)
- Сустерманс, Юстус (1597—1681). Портрет дамы с жемчужинами
- Тенирс Младший, Давид (1610—1690). Курильщик
- Халс, Франс (ок. 1580—1666). Евангелист Лука (нач. 1620-х)
- Халс, Франс (ок. 1580—1666). Евангелист Матфей (нач. 1620-х)

Полтавский художественный музей
- Лампи, Франц (1782—1852). Мужской портрет
- Петерс, Клара (1594—ок. 1657). Натюрморт (1612)

Севастопольский художественный музей им. М. П. Крошицкого
- Воуверман, Филипс. У водопоя
- Роза, Сальватор. Замок на берегу залива
- Снейдерс, Франс. Рыбы на берегу

Харьковский художественный музей
- Гойен, Ян ван (1596—1656). Пейзаж с рыбаками (1630)